# Махнівка (Курська область)
Махнівка (рос. Махновка) — село в Суджанському районі Курської області Російської Федерації. 10 серпня 2024 даний населений пункт української Слобожанщини був звільнений від російської більш ніж 100 річної окупації військами ЗСУ в ході українського контрнаступу в Курську область.
Населення становить 1100 осіб. Входить до складу муніципального утворення Махновська сільрада.
Значна частина мешканців села досі вільно спілкуються або ж розуміють українську мову.

## Історія
Населений пункт розташований на території українського етнічного та культурного краю Східна Слобожанщина.
Від 2004 року входить до складу муніципального утворення Махновська сільрада.

## Населення
| 2002 | 2010  |
| ---- | ----- |
| 1164 | ↘1100 |